# Nasuh Akar
Nasuh Akar (Boğazlıyan, Yozgat, 10 de maio de 1925 — Seydişehir, Cônia, 18 de maio de 1984) foi um lutador de luta livre turco.

## Carreira
Foi vencedor da medalha de ouro na categoria de 52-57 kg em Londres 1948.